# Рябінін Ігор Вікторович
Рябінін Ігор Вікторович — радянський український звукооператор.

## Біографічні відомості
Народ. 15 квітня 1935 р. в Харкові. Закінчив Київський політехнічний інститут (1958). 
Працював на Одеській кіностудії.
Був членом Національної Спілки кінематографістів України.
Помер 4 серпня 2001 р. в Одесі.

## Фільмографія
Оформив кінокартини:
- «Прямую своїм курсом» (1974, у співавт. з Д. Ясниковою)
- «Посилка для Світлани» (1974, т/ф)
- «Хлопчаки їхали на фронт» (1975)
- «Мене чекають на землі» (1976)
- «Фотографії на стіні» (1978)
- «У мене все гаразд» (1978)
- «Клоун» (1980)
- «Я — Хортиця» (1981)
- «Весільний подарунок» (1982)
- «На мить озирнутися...» (1984, т/ф)
- «Холодний березень» (1987)
- «Топінамбури» (1987)
- «Перший поверх» (1990, у співавт. з Д. Ясниковою) та ін.